# Oi (Unternehmen)
Oi (früher Telemar) ist eine brasilianische Telefongesellschaft und eine der größten Südamerikas mit Firmensitz in Rio de Janeiro. Oi heißt auf Deutsch „Hallo“.
Tochtergesellschaften sind Telemar und Brasil Telecom. Das Unternehmen hat siebzig Millionen Kunden, ist der viertgrößte Mobilfunkbetreiber des Landes und hat nach eigenen Angaben Schulden in Höhe von 65,4 Mrd. Reais (19,2 Milliarden US-Dollar).
Seitdem Brasilien in einer Wirtschaftskrise steckt ist „Oi“ praktisch bankrott. Hohe Ausgaben für den Netzausbau und Übernahmen haben Oi in die Insolvenz getrieben. Der Festnetz- und Mobilfunkbetreiber versucht seit Sommer 2016 den Betrieb aufrechtzuerhalten. Zuvor waren Verhandlungen mit den Kreditgebern gescheitert.